# Júpiter, Neptuno y Plutón
Júpiter, Neptuno y Plutón es una pintura mural realizada por Michelangelo Merisi da Caravaggio en 1597. Es la única pintura mural realizada por el artista pero, a diferencia de la técnica tradicional de la época para ese tipo de obras, se trata de óleo sobre yeso. Fue encargada por su amigo y mecenas Francesco Del Monte, que era un amante de la alquimia e incluso tenía un laboratorio en su Palacio Madama. 
El cardenal Del Monte vendió su palacio a los Ludovisi, quienes la renombraron a Villa Ludovisi. Pero en 1599 le fue devuelto y allí entretenía el cardenal a sus invitados con música. Entre otras cosas, el mural fue realizado con estuco, como lo hizo Leonardo Da Vinci en La última cena. A pesar de que este se deterioró rápidamente, el de Caravaggio permaneció en buen estado pero desconocido, pues los Ludovisi añadieron a su villa frescos de Guercino. El mural muestra a los tres dioses con sus elementos característicos y sus correspondientes animales, a la vez que todos confluyen en la química, llamada entonces alquimia.